# Saint-Vallier (Drôme)
Saint-Vallier é uma comuna francesa na região administrativa de Auvérnia-Ródano-Alpes, no departamento de Drôme. Estende-se por uma área de 5,42 km². Em 2010 a comuna tinha 4 089 habitantes (densidade: 754,4 hab./km²).